# Putrajaya
Putrajaya (del jawi: ڤوتراجاي) [putraˈdʒaja, putrəˈdʒajə]) es una ciudad y territorio federal de Malasia, sede del gobierno del país, ubicado en el centro oeste de la Malasia peninsular. Está situada a 25 km al sur de la capital del país, Kuala Lumpur, y sirve como centro administrativo nacional. La sede del gobierno se trasladó a la ciudad en 1999 para evitar el congestionamiento de Kuala Lumpur, la ciudad fue fundada el 19 de febrero de 1995, y desde febrero del 2001 es el tercer territorio federal del país.
Situada a 36 kilómetros al sur de Kuala Lumpur, con Ciberjaya forma un centro del proyecto «Superpasillo Multimedia», impulsado por el ex primer ministro Mahathir Mohamad. El plan de urbanismo de Putrajaya se basa en el concepto de ciudad-jardín alrededor de un lago, cuyas orillas redondeadas albergan diferentes entidades administrativas del gobierno malayo. Esta urbe incorpora elementos tradicionales de la arquitectura mogol, así como de la ornamentación islámica. Destacan el edificio de la Gran Mezquita y la Sede del primer ministro de tejado azulado. En sus cercanías se levanta el parque oval de Putra Perdana con sus bosques geométricos, así como la Plaza Putra.
Un tren de alta velocidad la conecta con Kuala Lumpur y su Aeropuerto Internacional.

## Toponimia
Putrajaya significa la Ciudad del Príncipe Vencedor, en homenaje al príncipe Abdul Rahman Putra, Primer ministro desde la independencia del país en 1957 hasta 1970.

## Historia

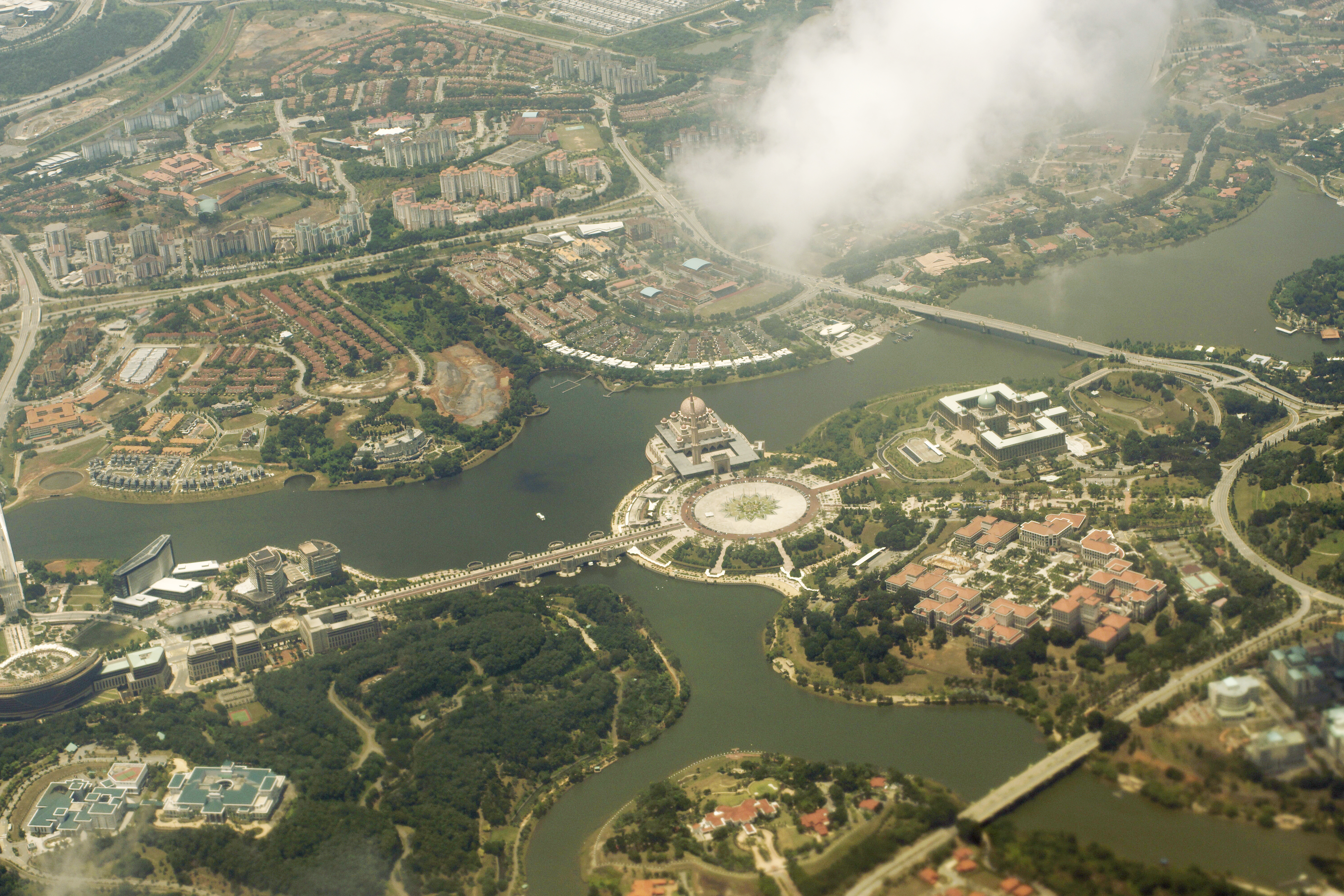
Putrajaya en 2013.

La idea de construir una nueva capital a medio camino entre Kuala Lumpur y el aeropuerto, se remonta a los años 1980. Sin embargo, sólo a partir de la segunda mitad de la década siguiente, Putrajaya comenzó a tomar forma como parte del Planificación estratégica 2020, que pretendía modernizar el país.
Con una inversión superior a los 6.300 millones de euros, las obras comenzaron en 1995 y los primeros 300 funcionarios se trasladaron a la oficina del primer ministro en 1999. El resto llegó en 2005.
Putrajaya nació gracias al ex primer ministro Mahathir Mohamad, que gobernó entre 1981 y 2003.

## Política
La capital de Malasia es Kuala Lumpur, lugar en el que funciona el Legislativo, pero Putrajaya es la sede del Gobierno y de la judicatura.
Kuala Lumpur sólo mantiene el título de capital económica y conserva alguna prerrogativa de poder. La nueva sede del gobierno, principales instituciones federales y cuerpo diplomático está en Putrajaya.

## Demografía
| Gráfica de evolución de Putrajaya entre 2007 y 2020 |
|                                                     |

De 30 000 habitantes en 2007, el número aumentó a 80 000 en 2013. El gobierno espera atraer a casi 330 000 personas. La población había aumentado a 88 300 habitantes en 2015.

## Cultura

### Urbanismo y arquitectura
El panorama urbano de Putrajaya la muestra como una ciudad con arquitectura islámica. Sobresalen las cúpulas bulbosas como se aprecia en el Perdana Putra (palacio del primer ministro), cuya arquitectura combina influencias europeas e islámicas. Este edificio preside un embalse de 400 hectáreas cruzado por varios puentes, y en cuya orilla se levanta la Mezquita Putra (mezquita principal de Putrajaya) con su cúpula de granito y con capacidad para albergar a 15 000 personas. Desde la contigua Plaza Putra de 300 m² parte el puente Putra, una copia del puente Khaju de Isfahán, cuyos 435 m sortean el lago.
La avenida Persiaran Perdana de 4,2 km es el eje principal de la ciudad, donde se levantan cinco plazas y estructuras como el Palacio de Justicia, o la mezquita de acero. Tras cruzar el puente Seri Gemilang de 240 m —inspirado en el Puente Alejandro III de París—, se encuentra el Centro Internacional de Convenciones.
La ciudad cuenta cerca de 50 km² con un 40 por ciento de zonas verdes, y una rotonda que es considerada como la más grande del mundo, con 4 580 km² y 3,5 km de longitud.

## Galería

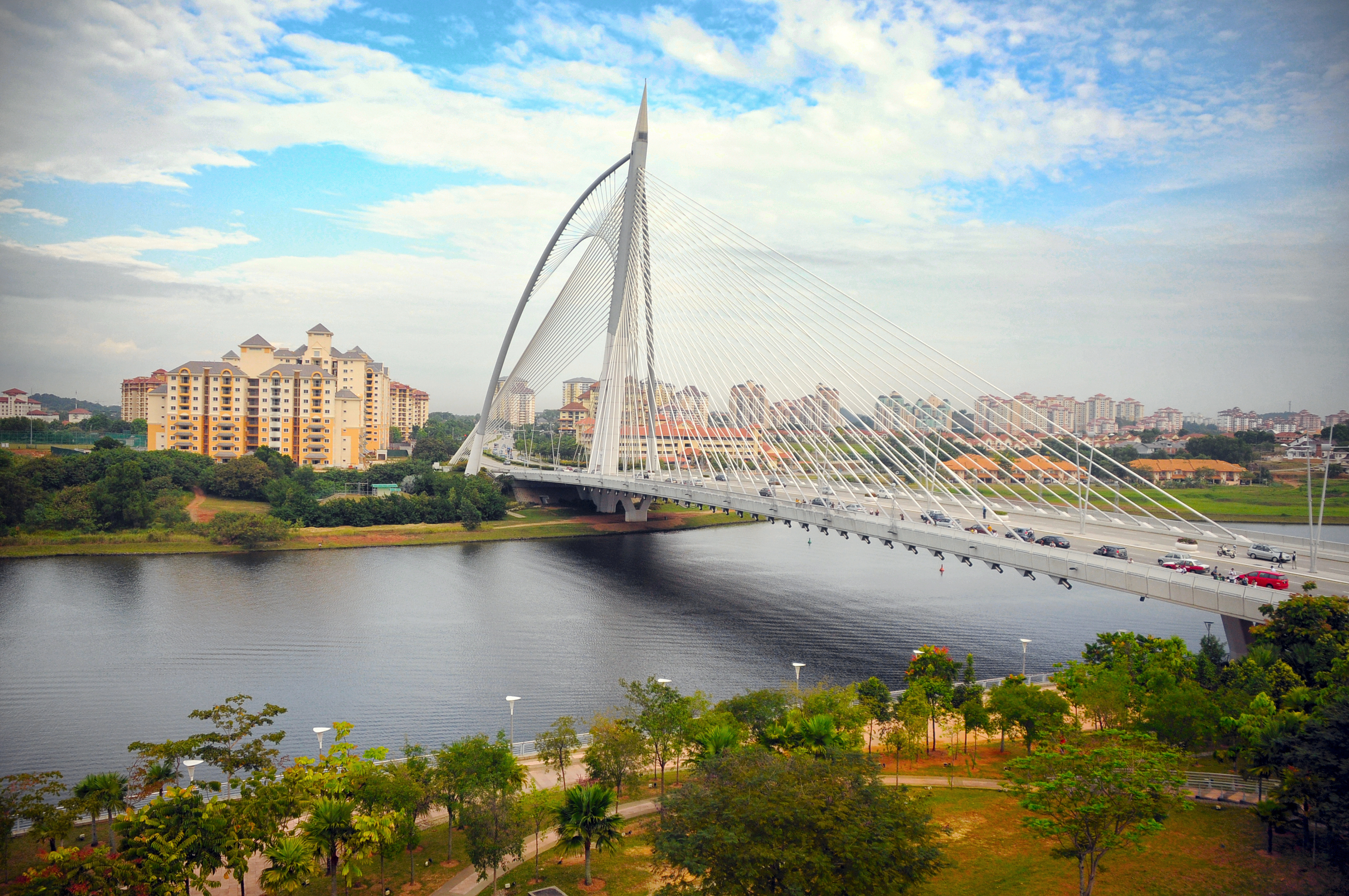
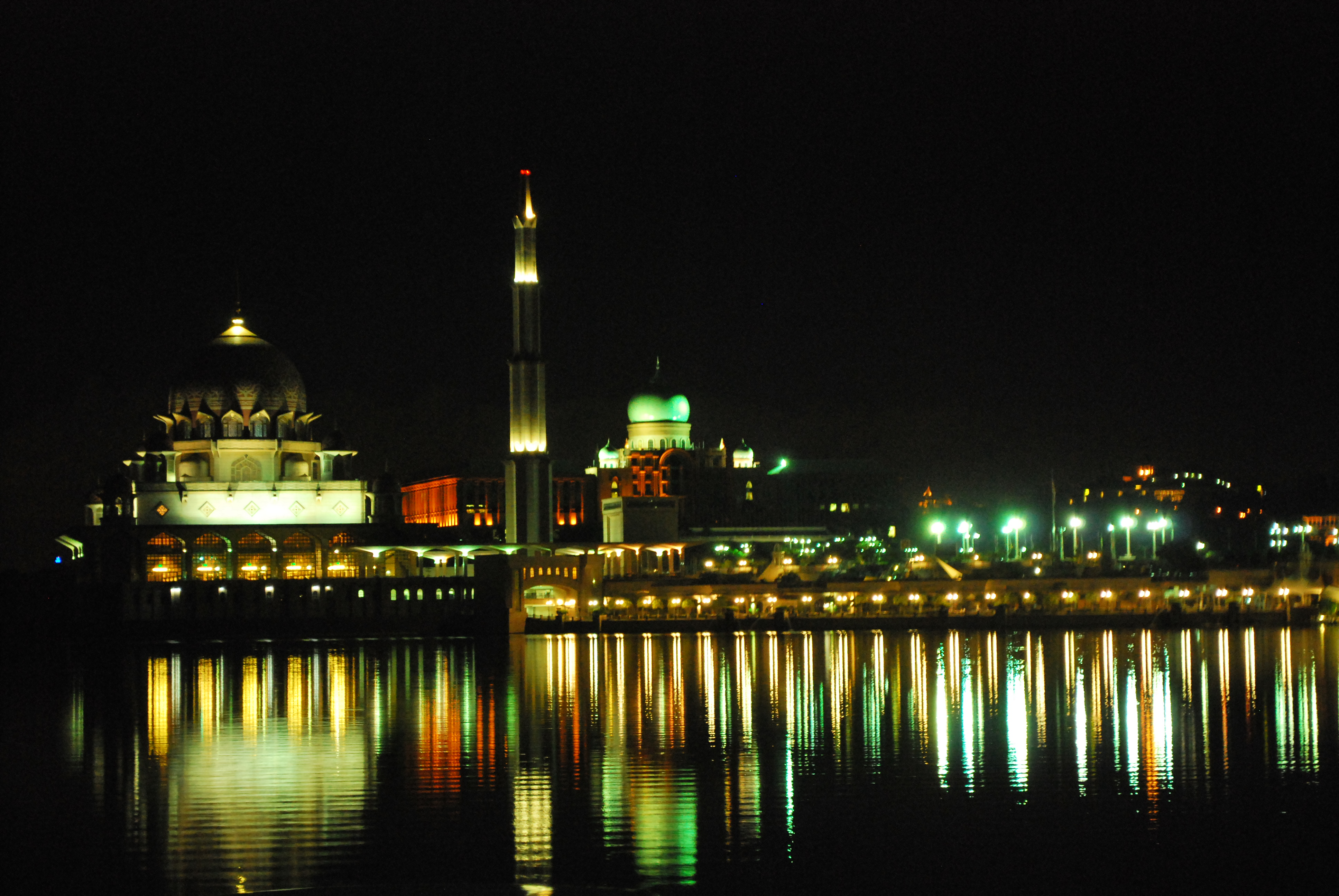
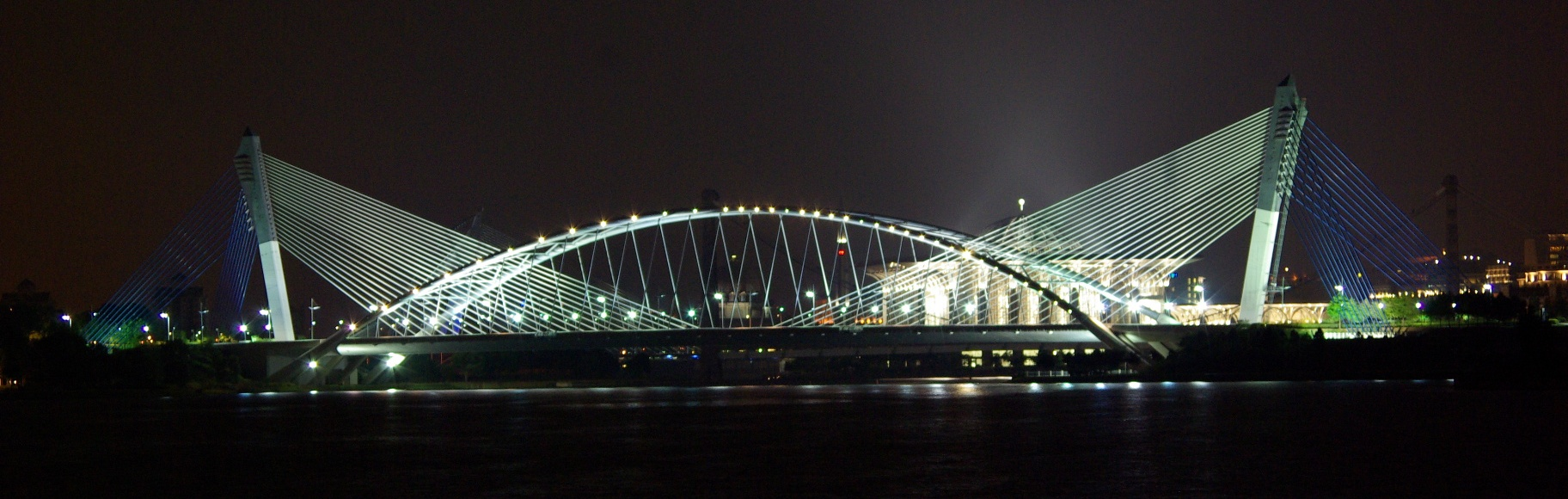